# Barendrecht vasútállomás
Barendrecht vasútállomás vasútállomás Hollandiában, Barendrecht településen. Az állomást az Nederlandse Spoorwegen üzemelteti.

## Vasútvonalak
Az állomást az alábbi vasútvonalak érintik:
- Breda–Rotterdam-vasútvonal

## Kapcsolódó állomások
A vasútállomáshoz az alábbi állomások vannak a legközelebb:
- Rotterdam Lombardijen vasútállomás
- Zwijndrecht vasútállomás